# Gamzigrad (emisija)
Gamzigrad je dokumentarni televizijski esej reditelja Slobodana Ž. Jovanovića, a u proizvodnji Radio-televizije Srbije, 1993. godine.
Emisija je deo serijala Kolevka Evrope koji je dokumentarna redakcija RTS-a pokrenula povodom sedamnaest vekova uspostavljanja tetrarhije u Rimskom carstvu. Emisija je posvećena  rimskom carskom gradu Feliks Romulijana — Gamzigrad, u okolini Zaječara. Emisiji prethodi pronalazak glave kolosalne statue rimskog cara Galerija. Akademik Dragoslav Srejović govori o istorijatu, značaju Romulijane, pojavi hrišćanstva i uz obilje dokumentarnog i filmskog materijala.

## Autorska ekipa
- Reditelj Slobodan Ž. Jovanović
- Adaptacija teksta Slobodan Ž. Jovanović
- Scenario Slobodan Ž. Jovanović

## Pojavljuju se
- Akademik Dragoslav Srejović
- Glumac Ivan Jagodić
- Ansambl „Renesans“

## Spoljašnje veze
- Gamzigrad на веб-сајту  (језик: енглески)